# Abtei Charroux

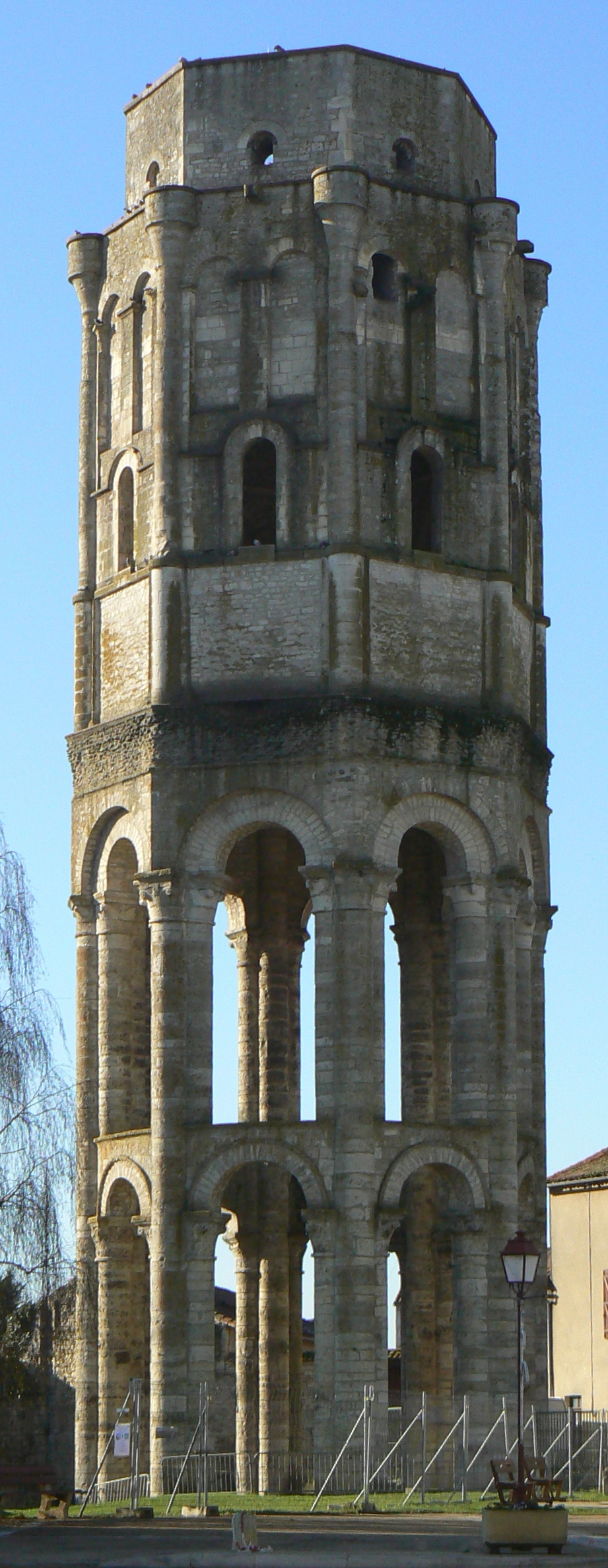
Oktogonaler, 34 m hoher Vierungs- und Glockenturm der ehemaligen Abtei Saint-Sauveur in Charroux; die Turmspitze fehlt.

Die Ruinen der Abtei Saint-Sauveur de Charroux stehen in Charroux im Département Vienne der Region Nouvelle-Aquitaine.

## Geschichte

### Stiftung
Die Benediktinerabtei Charroux wurde – ihrer eigenen Chronik folgend – in der Frühzeit der Regierung Karls des Großen von Roger, Graf von Limoges, und seiner Ehefrau Eufrasia mit zwölf Mönchen gegründet. Das Ehepaar gab der Abtei testamentarisch Grundbesitz im Poitou, Limousin, der Auvergne und dem Périgord. Graf Roger unterstellte die Abtei kurz nach 790 dem König, der ihr wiederum die kirchliche Immunität verlieh. Karl schenkte der Abtei die Kreuzreliquie, die ihm vom Patriarchen von Jerusalem gesandt worden war. Auf dieser Basis wurde Charroux schnell ein regionales Zentrum des Glaubens, ein Wallfahrtsort, und erlangte auch kulturelle Bedeutung. Der heute verlorene Klosterschatz und die Bibliothek werden bereits von Theodulf von Orléans († 821) in einem Gedicht beschrieben. Der Matthäuskommentar des Claudius von Turin († um 827) ist dem Kloster Charroux gewidmet.
815 bestätigt Ludwig dem Frommen die Immunität der Abtei. Astronomus berichtet zudem, dass auf Ludwigs Veranlassung die bislang hölzernen Klosterbauten in Stein neu errichtet wurden. Im Jahr 830 (zu dieser Zeit lebten mehr als achtzig Mönche in Charroux) schenkten Ludwig und sein Sohn Lothar dem Kloster weitere Güter in den Bistümern Beauvais, Reims und Meaux, gewährten Schifffahrtsrechte auf der Loire und eine Befreiung von Zöllen. Der kaiserliche Halbbruder Hugo war nach Charroux verbannt, bevor er im Jahr 834 Erzkanzler Ludwigs wurde; nach seinem Tod (844) wurde er hier bestattet.
Auch Karl der Kahle bestätigt die Immunität der Abtei, musste aber bereits eingreifen, um deren Stellung gegenüber den Ansprüchen der regionalen Grafen zu sichern. Vor den Normannenüberfällen, die die Mönche zur Flucht zwangen, wurde die Kreuzreliquie nach Angoulême in Sicherheit gebracht.
Von den Gebäuden aus dieser Zeit ist fast nicht erhalten. Zwei Kapitelle befinden sich in Charroux, in Poitiers zudem das Fragment der Grabinschrift von Abt Juste aus der Zeit um 817.

### Das Mittelalter
Innerhalb von zwei Jahrhunderten wurden in Charroux vier Konzile abgehalten, darunter das von 989, auf dem durch Herzog Wilhelm IV. von Aquitanien erstmals der Gottesfrieden verkündet wurde. 1014 wurde die Abtei reformiert, nachdem der Herzog Wilhelm V. von Aquitanien den Abt Pierre wegen Simonie vertrieben hatte.
Ab 1017 ordnete Abt Geoffrey umfangreiche Baumaßnahmen an, nachdem um 1000 ein Krieg zwischen den Adligen des Poitevin die Abtei mehrfach in Mitleidenschaft gezogen hatte. Allerdings wurden die Bauwerke in der Folgezeit mehrfach die Feuer zerstört. Vermutlich im Jahr 1027 fand ein weiteres Konzil in Charroux statt, auf dem der Manichäismus in Südfrankreich verurteilt wurde, und bei dem der erste dieses Brände im Kloster wütete. Die daraufhin neu erbaute Kirche wurde im Jahr 1047 durch Papst Leo IX. geweiht, doch auch dieser Bau brannte innerhalb weniger Monate nieder.
Im Jahr 1082 wurde die Abtei wieder aufgebaut, wobei neuartige Bauprinzipien angewandt wurden (Säulen im Vierpass, das Langhaus mit Seitenschiffen und hohen Fenstern, durchbohrte Steinbögen), aber auch Archaismen aus der karolingischen Baukunst (der Glockenturm, die Apsis mit abgeschrägten Mauern). Mit 114 Metern Länge war die Abteikirche damals eine der größten der Christenheit.
Im Jahr 1096 weihte Papst Urban II. einen neuen Hochaltar über der Krypta in der Mitte der Rotunde, der von der Laterne des Turms beleuchtet wurde. Urban II. war es auch, der die Eigentumsrechte des Klosters gegenüber den Grafen und Bischöfen garantierte, sowie die kirchliche Immunität, die autonome Wahl der Äbte, die Unverletzlichkeit des Besitzes und die freie Verwaltung der Abtei und ihrer Besitzungen.
Das Ende des 11. und der Beginn des 12. Jahrhunderts stellen somit den Höhepunkt in der Geschichte des Abtei Saint-Sauveur dar. Sie verfügte damals über 96 Kirchen in 16 Diözesen in Frankreich, aber auch England und Flandern. Herzöge und Grafen kamen zu Besuch oder ließen ihre Kinder hier erziehen. Philipp I. von Frankreich und Heinrich I. von England hielten sich in der Abtei auf. Im 13. Jahrhundert ging die positive Entwicklung weiter; 1269 wurde ein gotisches Portal an der Westfassade der Klosterkirche errichtet, ein Dreifachportal, das der dreischiffigen Architektur der Kirche entsprach, dazu eine Vorhalle mit einem Glockenturm und zwei Zinnen zum Schutz des Gebäudes.

### Der Untergang
Mit dem Beginn des Hundertjährigen Kriegs (1337) setzte der Niedergang der Abtei ein. Chorhemden, Kelche, Bücher und Chroniken wurden zur Sicherheit nach Poitiers ausgelagert, das 1345 aber selbst erobert wurde. Im Jahr 1385 gab es nur noch vierzig Mönche in Charroux. Die Entvölkerung der Abtei hört in dieser unruhigen Zeit nicht auf, und als die Einkünfte des Klosters auf den Tiefpunkt gefallen war, wurden die letzten zwanzig Mönchen schließlich gezwungen, die Abtei aufzugeben. 1422 wurde sie erneut niedergebrannt.
1444 wurde Jean Chaperon zum Abt ernannt, dem es gelang, in den dreißig Jahren seines Abbatiats das Kloster wiederherzustellen. Die Burg von Mauprévoir wurde in dieser Zeit der gewöhnliche Aufenthaltsort des Abtes. Im Jahr 1471 gehörten wieder 152 Kirchen in elf Diözesen, sechzig Priorate und drei Filialklöster (Ham-en-Artois (Abtei Saint-Sauveur), Issoire und Andres) zur Abtei Charroux.
Beim Tod Jean Chaperons schien die Zukunft der Abtei gesichert, doch mit der Einführung des Systems der Kommendataräbte im 16. Jahrhundert begann eine lange Zeit der Agonie. Das Kloster verfiel wie viele andere Abteien des Poitou in dieser Zeit auch, Reparaturen fanden nicht mehr statt, der Klosterschatz wurde gestohlen, die Glocken wurden eingeschmolzen, die Einkünfte wurden von den Kommendataräbten am königlichen Hof ausgegeben. Ab 1561 versammelte sich wegen der Hugenottenkriege das Klosterkapitel nicht mehr. Drei Mal (1561, 1569 und 1587) wurde die Abtei geplündert und verwüstet. Nach 1580 konnten selbst die zehn verbliebenen Mönche nicht mehr in der Abtei leben.
Ein Patent von Ludwig XV. im Jahr 1760 läutete schließlich das Ende der Abtei ein. Am 1. April 1762 wurde die Schließung durch eine Päpstliche Bulle Clemens XIII. offiziell. Das Eigentum des Klosters wurde der Abtei Saint-Julien in Brioude übertragen. Das Parlement registrierte die endgültige Schließung im Jahr 1780. Als die Gebäude 1790 als Nationaleigentum verkauft wurden, lag die Kirche in Trümmern, der Großteil wurde als Steinbruch genutzt, lediglich der Teil, den Charles de Grandmaison Loiseau (1740–1797), der Pfarrer von Surin, erwarb, blieb erhalten. Nachdem die 1834 geschaffene Société des antiquaires de l'Ouest unter ihrem Präsidenten Charles de Chergé und Prosper Mérimée sich für den Erhalt der Ruinen einsetzten, wurden der Glockenturm 1846 als Monument historique klassifiziert und 37 Statuen des ehemaligen gotischen Portals im Kapitelsaal wieder aufgestellt.

## Architektur der Abtei

### Der Plan des Gebäudes
Der ursprüngliche Bauplan der Abteikirche von Saint-Sauveur mit der weiten Rotunde zwischen Chor und Kirchenschiff ist der Grabeskirche in Jerusalem nachempfunden. Die Rotunde bestand aus einem Turm, der von drei Chorumgängen umgeben war. Im Norden und Süden schlossen sich zwei Kapellen anstelle eines Querschiffs an. Im Osten war der Chor für die Mönche reserviert, im Westen das von Seitenschiffen flankierte Hauptschiff, das in einer imposanten Fassade endete. Unter dem Turm war die Krypta, auf der wiederum der Hochaltar stand.

### Der achteckige Turm
Von dieser Kirche ist nur der Turm, das Tour Charlemagne genannte Zentrum der Rotunde aus dem 11. Jahrhundert, erhalten geblieben. Er hat einen Durchmesser von zwölf Metern und ist 37 Meter hoch. Sein Grundriss ist achteckig. Der untere Teil besteht aus acht miteinander verbundenen Vierpass-Säulen, die auf halbem Weg durch eine Reihe von Rundbögen verbunden sind, und die ursprünglich im Inneren der Kirche waren. Ein Band aus Bruchstein gibt die Höhe des Gewölbes an. Durch die hohen Fenster darüber wurde der Altar beleuchtet. Der Hochaltar war in der Mitte platziert, direkt über der Krypta, in der die Reliquien ausgestellt waren. Der Zugang zur Krypta geschah über eine Treppe im Nordosten.

### Die Rotunde
Die Rotunde hatte einen dreifachen Chorumgang. Diese Anlage erlaubte es, die Pilger zu empfangen und sie um die Reliquien gehen zu lassen, ohne die Zeremonien oder Meditationen der Mönche zu stören. 50 bis 70 Kapitelle, die aus dem dritten Viertel des zwölften Jahrhunderts stammen, dekorierten damals den Chorumgang. Aus der Mauer des Chors sind einige davon erhalten; zwei wurden in einem Haus des Dorfes Charroux wiederverwendet, zwei weitere werden im Kapitelsaal ausgestellt.

### Das Portal
Drei gotische Portale wurden im Jahre 1269 vor der romanischen Fassade platziert. Die Skulpturen in diesen Portalen, die erhalten geblieben sind, repräsentieren den Höhepunkt der gotischen Steinmetzkunst des Poitou. Eine Lithographie von Thiollet aus dem Jahr 1822 gibt einen Überblick: die törichten Jungfrauen und die klugen Jungfrauen, Heilige, Propheten, Apostel, Engel. Das Portal wurde als Jüngste Gericht skulptiert. Die erhaltenen Teile des Portals werden ebenfalls im Kapitelsaal gezeigt.

### Die Klostergebäude
Die Klostergebäude befanden sich im Süden, in der Verlängerung des Querschiffs mit dem Kapitelsaal, einem gedeckten Gang und einem Saal mit vier Kreuzrippengewölben, das auf einem zentralen Pfeiler ruht. Die Gebäude stammen aus dem 13. Jahrhundert. Der Kapitelsaal wurde unter Abt Jean Chaperon mit acht Spitzbögen und einer gotischen Tür in die romanische Kirche umgebaut.

## Liste der Äbte

### Reguläre Äbte
1. Dominicus, um 783, Gründungsabt
2. David, bald nach 790, die Abtei wird dem König unterstellt
3. Justus, 817
4. Gombaud I. (Guntbaldus), 830–832
5. Walefredus, ca. 840–861
6. Guillaume I., 862–869
7. Frotaire, 869–874, auch Erzbischof von Bordeaux und Erzbischof von Bourges; † um 889 bei Placentia
8. Grimpharius (Grinferius), 874–879 …
9. Alboin, bis 937, dann Bischof von Poitiers, Abt von Saint-Cyprien in Poitiers und Nouaillé; † 962
10. Adalbald, später Abt in Tulle, Uzerche, Saint-Augustin und Saint-Martial in Limoges (998); † 1007
11. Pierre I., bis 1013, wegen Simonie von Wilhelm V. von Aquitanien vertrieben.
12. Gombaud II., 1013–1017, ein ehemaliger Mönch aus Saint-Savin-sur-Gartempe, wo er später Abt war; † 1023
13. Hugues I., gewählt und † 1017
14. Geoffroy I., 1017–1018
15. Rainald (oder Reginald)
16. Foucher, 1028–1040
17. Hugues II., 1050–1061
18. Fulcrade, 1077–1092
19. Pierre II., 1092– …
20. Foulques, 1113–1148
21. Jourdain, 1155– …
22. Guillaume II., 1180–1187
23. Geoffrey II., 1195
24. Wilhelm III., 1203
25. Hugues III., 1208–1210
26. Jourdain II., 1217
27. Emeric, 1217–1220
28. Jourdain III., 1234
29. Aymeri, 1261–1266
30. Guillaume IV., 1269–
31. Pierre III., 1279–1282
32. Gui de Baussay
33. Raimond de Châteauneuf, 1295–1308
34. Pierre IV. Bertaud 1340
35. Mathieu, bis 1358, dann Bischof von Aire (?)
36. Peter V. la Plotte, 1372
37. Gerald Jauviond, 1384–1393, ehemaliger Abt von Saint-Martin-les-Limoges und Saint-Martial de Limoges
38. Bertrand, 1398
39. Adhemar, 1399 – 24. Januar 1427
40. Hugues Blanchard, Januar 1427 – …
41. Guillaume IV. Robert, 1436–1444
42. Jean I. Chaperon, 1444–1474
43. Louis I. Fresneau, 1474–1504, dessen Neffe (Kommendatarabt)
44. Geoffrey III. de Cluys de Briantes, 1504–1521, ehemaliger Prior

### Kommendataräbte
1. Pierre VI. Chateigner de la Rocheposay, 1521–1543, tauscht Charroux gegen die Abtei Grainetière
2. Lazare de Baïf, 1543–1547, dessen Vetter, ehemaliger Abt von Grainetière
3. René de Daillon Lude, 1547 – Rücktritt 1567, Bischof von Luçon (nicht geweiht) 1552–1562, Bischof von Bayeux 1590, Kommandeur des Ordens des Heiligen Geistes (1578) und Staatsrat unter Heinrich IV, auch Abt von Moreilles (1548–1560), La Boissiere (1550), Le Châtelliers (1562) und Chaloché (1584); † 8. März 1600 in Briançon bei Chinon, im Alter von 74 Jahren (Haus Daillon)
4. Pantaléon de la Rochejaubert … – Rücktritt 1588
5. François de la Rochejaubert, um 1588–1614, ehemaliger Kaplan von Saint-Jean-d’Angély.
6. Jean II. de la Rochejaubert, 1614–1635
7. Armand Jean du Plessis, Kardinal Richelieu; † 4. Dezember 1642
8. Richard Smith, … – Rücktritt 1648, englischer Adliger, Titularbischof von Chalcedon (1624), Apostolischer Vikar von England und Schottland; † 18. März 1655 in Paris im Alter von 88 Jahren
9. Jules, Kardinal Mazarin, 1648 – Rücktritt 1650; † 9. März 1661
10. Louis II. Maurice de la Trémoille, Comte de Laval, 1651–1681, Pair von Frankreich, Abt von Sainte-Croix de Talmont (1655)
11. Frédéric Guillaume de la Trémoille, Prince de Talmont, 21. März 1681, verließ den klerikalen Stand im Jahr 1689, Abt von Sainte-Croix de Talmont (Haus La Trémoille)
12. Charles Frotier de La Coste-Messelière, 9. April 1689–1708, Dekan an Saint-Hilaire-de-Poitiers
13. François de Crussol d’Uzès d'Amboise, 30. Juli 1727 – † 30. Mai 1758, Bischof von Blois (27. Juni 1734), dann Erzbischof von Toulouse (15. August 1753), Abt von Saint-Germain d’Auxerre (1738) (Haus Crussol)
14. Simon de Montmorillon, 1758– …

Quelle: Gallia Christiana